# Telxínoe
En la mitologia grega, Telxínoe (grec antic: Θελξινόη / Thelxinóē; llatí: Thelxĭnŏē) era una de les quatre muses originals, filla de Zeus i Plusia. S'esmenta a La naturalesa dels déus de Ciceró junt amb les seves germanes Arque, Aede i Mèlete.Una lluna de Júpiter rep el seu nom.